# Badia Calavena
Badia Calavena is een gemeente in de Italiaanse provincie Verona (regio Veneto) en telt 2461 inwoners (31-12-2004). De oppervlakte bedraagt 26,9 km², de bevolkingsdichtheid is 91 inwoners per km².
De volgende frazioni maken deel uit van de gemeente: Badia Calavena, Sprea, S.Andrea, S.Valentino e SS.Trinità.

## Demografie
Badia Calavena telt ongeveer 913 huishoudens. Het aantal inwoners steeg in de periode 1991-2001 met 8,6% volgens cijfers uit de tienjaarlijkse volkstellingen van ISTAT.
| Jaar | Inwoneraantal |
| ---- | ------------- |
| 1991 | 2186          |
| 2001 | 2373          |

## Geografie
De gemeente ligt op ongeveer 470 m boven zeeniveau.
Badia Calavena grenst aan de volgende gemeenten: San Mauro di Saline, Selva di Progno, Tregnago, Velo Veronese, Vestenanova.

## Partnersteden
- Adlkofen (Duitsland)